# Sächsischer Reichskreis

Die zehn Reichskreise Mitte des 16. Jahrhunderts: Der Sächsische Reichskreis bestand von 1500 bis 1512 und setzte sich aus den Territorien des Niedersächsischen und des Obersächsischen Kreises zusammen.

Der Sächsische Reichskreis war einer der ursprünglichen sechs Reichskreise, in die das Heilige Römische Reich unter König Maximilian I. im Jahr 1500 eingeteilt wurde. Bevor er seinen Namen erhielt, wurde ihm die Nummer 6 zugewiesen.

## Geschichte
Erste Planungen für einen sächsischen Reichskreis gehen auf Albrecht II. im Jahr 1438 zurück. Der 1500 eingerichtete Kreis wurde 1512 in den Niedersächsischen Reichskreis und den Obersächsischen Reichskreis geteilt. Die Aufteilung konnte allerdings aus organisatorischen Gründen erst 1522 umgesetzt werden, da z. B. erst die Besetzung des Reichskammergerichts angepasst werden musste.